# Покахонтас (саундтрек)
| Оценки критиков | Оценки критиков |
| Источник        | Оценка          |
| --------------- | --------------- |
| Allmusic        | [ 1 ]           |
| Filmtracks      | [ 2 ]           |

Покахонтас (саундтрек) (англ. Pocahontas: An Original Walt Disney Records Soundtrack) — это саундтрек-альбом к мультфильму Disney «Покахонтас» 1995 года. Он был выпущен Walt Disney Records 30 мая 1995 года на компакт-диске и аудиокассете. В саундтрек входят песни из мультфильма, в том числе каждая инструментальная песня, написанная Аланом Менкеном и Стивеном Шварцем и продирижированная Дэвидом Фридманом. В основных песнях представлены вокальные партии Джуди Кун, Мела Гибсона, Линды Хант, Джима Каммингса, Дэвида Огдена Стайерса и Бобби Пейдж. В саундтрек входят два хитовых сингла; «Colors of the Wind» в исполнении певицы и актрисы Ванессы Уильямс, а также песня с любовной темой мультфильма «If I Never Knew You» в исполнении кубинского певца Джона Секады и американской певицы Шанис. Мультфильм получил премии «Оскар» и «Золотой глобус» за лучшую оригинальную музыку к фильму и лучшую оригинальную песню (за «Colors of the Wind»).
В честь двадцатой годовщины мультфильма саундтрек был обновлён и переиздан как одиннадцатая запись из серии The Legacy Collection. Издание Legacy включает в себя полный оригинальный саундтрек к мультфильму в хронологическом порядке, а также шесть демозаписей в наборе из двух дисков. На первом диске 28 треков, а на втором 14 треков. В этот релиз вошла песня «If I Never Knew You», исполненная Кун и Гибсоном в мультфильме. Оригинальная песня в исполнении персонажей была вырезана из мультфильма и не вошла в оригинальный саундтрек. Песня была снова включена в мультфильм, когда она была переиздана к 10-летию мультфильма, и, наконец, вошла в новую версию саундтрека.

## Происхождение
Музыка для «Покахонтас» — одна из самых больших и сложных партитур, когда-либо написанных для мультфильмов Disney. Это был четвёртый мультфильм Disney, составленный Аланом Менкеном. Ранее он работал с лириком Ховардом Эшманом, который умер до создания «Покахонтас». Он начал работать со Стивеном Шварцем, который стал лириком для саундтрека.
Шварца рекомендовали Менкену люди в Disney. В документальном фильме о саундтреке Менкен говорит, что после того, как он подумал об этом, он понял, что стиль Шварца идеально подходит для музыки к фильму, потому что его сочинение представляет собой блестящее сочетание театра, фолка и классики. Менкен сказал: «Я действительно чувствовал, что мы с ним сможем найти голос, который будет уникальным для нас двоих, и мы это сделали». Первая песня, которую они написали вместе, была «Colors of the Wind». По словам Джима Пентекоста, продюсера мультфильма, эмоции в словах и музыке для «Colors of the Wind» были очень сильными и определили мультфильм и его суть. Песня была написана на начальных этапах развития сюжета. Джим Пентекост сказал: «Когда Стивен придумал название „Colors of the Wind“ (с англ. — «Цвета ветра») и развил свою лирику, это очень помогло нам рассказать, каким должен быть этот фильм».
Менкен и Шварц объединились и смогли создать этот саундтрек, основанный на вещах, которые они сильно переживали, и нашли способ выразить свое мнение через музыку. В документальном видео саундтрека Шварц рассказал о том, как они знали, что они хотят сказать через музыку и изобразить, кем была Покахонтас, и что они смогли найти те части себя, которые встречались с персонажем Покахонтас, чтобы создать музыку для мультфильма.

## Треклист
Все тексты написаны Стивеном Шварцем, вся музыка написана Аланом Менкеном.
| №   | Название                                  | Исполнитель(и)                                      | Длительность |
| --- | ----------------------------------------- | --------------------------------------------------- | ------------ |
| 1.  | «The Virginia Company»                    | Хор                                                 | 1:30         |
| 2.  | «Ship at Sea (Score)»                     | Алан Менкен                                         | 2:34         |
| 3.  | «The Virginia Company (Реприза)»          | Мел Гибсон и Хор                                    | 0:35         |
| 4.  | «Steady as the Beating Drum (Main Title)» | Хор                                                 | 1:46         |
| 5.  | «Steady as the Beating Drum (Реприза)»    | Джим Каммингс                                       | 0:45         |
| 6.  | «Just Around the Riverbend»               | Джуди Кун                                           | 2:27         |
| 7.  | «Grandmother Willow (Score)»              | Алан Менкен                                         | 1:27         |
| 8.  | «Listen With Your Heart I»                | Линда Хант, Бобби Пейдж                             | 1:12         |
| 9.  | «Mine, Mine, Mine»                        | Дэвид Огден Стайерс, Джесс Харнелл, и Хор           | 3:05         |
| 10. | «Listen with Your Heart II»               | Линда Хант, Бобби Пейдж                             | 2:46         |
| 11. | «Colors of the Wind»                      | Джуди Кун                                           | 3:34         |
| 12. | «Savages (Часть 1)»                       | Дэвид Огден Стайерс, Джим Каммингс и Хор            | 1:43         |
| 13. | «Savages (Часть 2)»                       | Джуди Кун, Дэвид Огден Стайерс, Джим Каммингс и Хор | 2:15         |
| 14. | «I’ll Never See Him Again (Score)»        | Алан Менкен                                         | 1:55         |

| №   | Название                          | Исполнитель(и)      | Длительность |
| --- | --------------------------------- | ------------------- | ------------ |
| 15. | «Pocahontas (Score)»              | Алан Менкен         | 1:22         |
| 16. | «Council Meeting (Score)»         | Алан Менкен         | 1:11         |
| 17. | «Percy's Bath (Score)»            | Алан Менкен         | 0:51         |
| 18. | «River's Edge (Score)»            | Алан Менкен         | 1:27         |
| 19. | «Skirmish (Score)»                | Алан Менкен         | 2:02         |
| 20. | «Getting Acquainted (Score)»      | Алан Менкен         | 1:30         |
| 21. | «Ratcliffe's Plan (Score)»        | Алан Менкен         | 1:47         |
| 22. | «Picking Corn (Score)»            | Алан Менкен         | 0:55         |
| 23. | «The Warriors Arrive (Score)»     | Алан Менкен         | 1:23         |
| 24. | «John Smith Sneaks Out (Score)»   | Алан Менкен         | 1:14         |
| 25. | «Execution (Score)»               | Алан Менкен         | 1:34         |
| 26. | «Farewell (Score)»                | Алан Менкен         | 4:47         |
| 27. | «Colors of the Wind (End Title)»  | Ванесса Уильямс     | 4:17         |
| 28. | «If I Never Knew You (End Title)» | Джон Секада и Шанис | 4:13         |

## Чарт и коммерческий успех
Саундтрек к мультфильму, вероятно, наиболее известен по песне, которая является гимном фильма, «Colors of the Wind», которая получила премию «Оскар», премию «Золотой глобус» и премию «Грэмми». В 1995 году сингл «Colors of the Wind» занял 4-е место в поп-чартах США и стал одним из самых популярных хитов Уильямс. Саундтрек Покахонтас присоединился к другим альбомам саундтреков к мультфильмам Disney в мультиплатиновой категории сертификации Американской ассоциации звукозаписывающих компаний. Покахонтас был одновременно сертифицирован трижды-платиновым, платиновым и золотым. Он стал пятым подряд саундтреком для мультфильма Disney, который преодолел рубеж в 3 миллиона веха, после Русалочки, Красавицы и Чудовища, Аладдина и Короля Льва.
Саундтрек также получил премию «Оскар» за лучшую музыку к музыкальному или комедийному фильму, премию «Золотой глобус» за лучшую музыку к фильму, продал 2,3 миллиона копий только за оставшиеся два месяца 1995 года и занял первое место Billboard 200.

## Чарты
| Чарт (1995)                     | Высшая позиция |
| ------------------------------- | -------------- |
| Австралия (ARIA)                | 19             |
| Австрия (Ö3 Austria)            | 35             |
| Бельгия/Фландрия (Ultratop)     | 32             |
| Бельгия/Валлония (Ultratop)     | 11             |
| Новая Зеландия (RMNZ)           | 8              |
| Швейцария (Schweizer Hitparade) | 36             |
| США (Billboard 200)             | 1              |

| Чарт (1995)      | Позиция |
| ---------------- | ------- |
| US Billboard 200 | 23      |
| Чарт (1996)      | Позиция |
| US Billboard 200 | 174     |

### Синглы
| Чарт (1995)                        | Высшая позиция | Сингл                 | Исполнитель(и)      |
| ---------------------------------- | -------------- | --------------------- | ------------------- |
| Billboard Hot 100                  | 4              | «Colors of the Wind»  | Ванесса Л. Уильямс  |
| Hot R&B / Hip Hop Singles & Tracks | 53             | «Colors of the Wind»  | Ванесса Л. Уильямс  |
| Australia Singles Chart            | 16             | «Colors of the Wind»  | Ванесса Л. Уильямс  |
| UK Singles Chart                   | 21             | «Colors of the Wind»  | Ванесса Л. Уильямс  |
| UK Singles Chart                   | 51             | «If I Never Knew You» | Джон Секада и Шанис |

## Сертификации и продажи
| Регион | Сертификация  | Продажи    |
| --- | ------------- | ---------- |
| Австралия (ARIA) | Золотой       | 35 000^    |
| Бельгия (BEA) | Золотой       | 25 000*    |
| Канада (Music Canada) | 4× Платиновый | 400 000^   |
| Франция (SNEP) | Золотой       | 100 000*   |
| Германия (BVMI) | Платиновый    | 500 000^   |
| Новая Зеландия (RMNZ) | Золотой       | 7500^      |
| Швеция (GLF) | Золотой       | 50 000^    |
| США (RIAA) | 3× Платиновый | 3 000 000^ |
| * Данные о продажах приведены только на основе сертификации. ^ Данные о тиражах приведены только на основе сертификации. |               |            |